# شخصية غير ناضجة انفعاليا
الشخصية غير الناضجة انفعاليا هي الشخصية التي ليس لها رد فعل متوازن مع الموقف, ولا تستطيع أن تتنبأ بسلوكها المستقبلي. أيضا هي شخصية لا تندمج مع الآخرين بشكل يساوي قبولها لذاتها, ولكنها تعاني من قبول ذاتها مع الآخرين, وتعتبر انفعالاتها شيء تخجل منه, ويجب أن تداريه. ووقف فهمها للمشاعر والانفعال على هذا, لكنها مخطئة الحكم على مشاعرها لذلك تحتاج إلى نموذج لا يخجل من مشاعره حتى يعطيها السبيل إلى الخروج مما هي عليه.